# Traton
Traton SE (Eigenschreibweise TRATON GROUP), bis August 2018 Volkswagen Truck & Bus, mit Sitz in München ist ein börsennotierter Nutzfahrzeug- und Bushersteller, der mehrheitlich der Volkswagen AG gehört. Im Jahr 2024 setzten die Marken der Traton Group, MAN, Scania, Volkswagen Truck & Bus, International Motors und Neoplan insgesamt rund 334.000 Fahrzeuge ab. Das Angebot umfasst leichte, mittelschwere und schwere Lkw sowie Lieferwagen und Busse. Zum Jahresende 2024 war das Unternehmen mit 25 Produktionsstandorten in 12 Ländern präsent und beschäftigte über 105.000 Mitarbeiter weltweit.

## Geschichte
1979 beteiligte sich die Volkswagen AG am brasilianischen Nutzfahrzeughersteller Chrysler Motors do Brasil mit 67 Prozent. 1980 übernahm Volkswagen die restlichen Anteile von Chrysler, benannte das Unternehmen in Volkswagen Caminhões e Ônibus um und ordnete es dem Geschäftsbereich Volkswagen Nutzfahrzeuge zu.
Im Jahr 2000 beteiligte sich Volkswagen für 3 Milliarden DM an dem schwedischen Nutzfahrzeug-Hersteller Scania, kontrollierte damit 34 % der Stimmrechte und hielt 18,7 % des Stammkapitals.
2006 legte MAN Volkswagen und den weiteren Scania-Aktionären ein Übernahmeangebot in Höhe von 9,6 Milliarden Euro vor. Dadurch wäre der größte europäische Nutzfahrzeughersteller entstanden. Wenige Tage nach der Offerte lehnte Volkswagen ab und sprach erstmals von einer Lkw-Allianz.
Im Oktober 2006 teilte Volkswagen mit, dass sie 15 % an MAN erworben hat, jedoch keine Übernahme beabsichtige. MAN erhöhte wenig später das Übernahmeangebot an Scania um 400 Millionen Euro auf 10 Milliarden Euro. Gleichzeitig kaufte sie weitere Aktien und besaß etwa 14 Prozent von Scania. Nachdem die Teilhaber auch das nachgebesserte Angebot ablehnten, zog MAN dieses im Januar 2007 zurück und startete Gespräche über eine mögliche Allianz der drei Unternehmen. Um diese zu festigen, erwarb Volkswagen weitere 14,9 % an MAN. Ein Pflichtangebot wäre erst ab 30 % fällig geworden. Kurz darauf teilte Volkswagen mit, über 35,3 % der Stimmrechte an Scania zu verfügen. Weitere 30,62 % der Stimmrechte erwarb Volkswagen im März 2008 von der schwedischen Investor AB und Stiftungen der Industriellenfamilie Wallenberg. Diesen nun erworbenen Anteil beherrschte Volkswagen bereits in der Vergangenheit, aufgrund einer Übereinkunft mit den bisherigen Aktionären.
Im Dezember 2008 verkaufte Volkswagen das brasilianische Tochterunternehmen Volkswagen Caminhões e Ônibus für 1,2 Milliarden Euro als Sacheinlage an MAN und erhöhte dadurch seinen MAN-Anteil. Die Gesellschaft wurde in MAN Latin America umbenannt, vertreibt aber neben den MAN-Produkten den wesentlichen Anteil ihrer schweren Lkw und Busse bis heute unter der Marke „Volkswagen“. Die Volkswagen AG erwarb Anfang Mai 2011 weitere Aktien der MAN AG und war zur Vorlage eines Übernahmeangebots verpflichtet, das Ende desselben Monats unterbreitet wurde. Volkswagen hielt nach Ende der Annahmefrist eine Stimmrechtsmehrheit von 55,9 %. Im Rahmen weiterer Aktienkäufe gab Volkswagen am 6. Juni 2012 bekannt, dass der Stimmrechtsanteil bei 75,03 % liegt. Durch die damit entfallende gesetzliche Sperrminorität von 25 % erhielt Volkswagen die Alleinherrschaft über die MAN AG.
Volkswagen beantragte am 16. April 2013 die Eintragung der Truck & Bus GmbH in das Handelsregister der Stadt Wolfsburg. In der neuen Gesellschaft bündelte Volkswagen seinen Anteil an MAN, mit der die Truck & Bus am 6. Juni 2013 einen Beherrschungs- und Gewinnabführungsvertrag schloss.
Mit den Aktien der Tochter MAN besaß Volkswagen bereits über 89 Prozent der Stimmrechte an Scania.
Im Februar 2014 veröffentlichte Volkswagen ein freiwilliges öffentliches Übernahmeangebot an die restlichen Aktionäre von Scania. Am Ende der Annahmefrist im Juni 2014 hielt Volkswagen 99,57 % der Stimmrechte. Infolge des nach schwedischem Recht erfolgten Squeeze-Out besaß die Volkswagen AG direkt 83 % der Stimmrechte und die restlichen 17 % durch ihren Besitz an MAN.
Anfang Juli 2015 beschloss die Gesellschafterversammlung der Truck & Bus die Umbenennung in Volkswagen Truck & Bus mit Sitz in Braunschweig. Geschäftsführer wurde Andreas Renschler, damals zuständig für den Bereich Nutzfahrzeuge im Vorstand von Volkswagen. Martin Winterkorn wurde als damaliger Vorsitzender des Volkswagen-Vorstandes zum Vorsitzenden des Aufsichtsrats bestimmt. Die Anteile an MAN und Scania wurden in die umbenannte Holding eingebracht. Volkswagen Nutzfahrzeuge blieb rechtlicher Teil der Volkswagen AG und agiert seitdem unabhängig von Volkswagen Truck & Bus.
Mitte April 2018 verlagerte die Volkswagen Truck & Bus ihren Hauptsitz von Braunschweig nach München.
Im Juni wurde bekannt, dass Volkswagen Truck & Bus in Traton Group umbenannt wird, wobei darin die Silbe „Tra“ für „Transport“, „Transformation“ und „Tradition“ stehe und die Silbe „ton“ für „Tonnage“ bzw. englisch on ‚an, ein(geschaltet), in Betrieb‘.
Im Oktober 2018 kündigte Traton an, die MAN-Tochterunternehmen Renk und MAN Energy Solutions an die Volkswagen AG zu veräußern. Damit fokussiere sich das Unternehmen vor einem möglichen Börsengang auf Lkw, Busse und digitale Transportlösungen.
Im Dezember 2018 vollzog Traton den Wechsel zu einer europäischen Gesellschaft (SE) und agiert seitdem unter dem Namen Traton SE.
Seit dem 28. Juni 2019 ist die Aktie der Gesellschaft an der Frankfurter und Stockholmer Börse notiert.
Im Januar 2020 machte Traton ein Angebot zum Kauf von Aktien des amerikanischen Nutzfahrzeugherstellers Navistar, an dem es im Zuge einer strategischen Kooperation bereits seit 2016 beteiligt war und zu dem Zeitpunkt rund 16,7 % der Anteile hielt.
Nach einer Aufstockung des Angebots im September
gaben die Firmen im November 2020 den Zusammenschluss bekannt. Traton erwarb alle restlichen Stammaktien von Navistar im Wert von 3,7 Milliarden USD. Die Transaktion wurde im Juli 2021 abgeschlossen.
Im Jahr 2022 kündigte Traton an, 100 Millionen Euro in den Bau eines Werkes für Batteriemodule in Nürnberg investieren zu wollen. Bis zum Jahr 2025 baut das Unternehmen zudem eine eigene Lkw-Produktion für seine Marke Scania in China auf. Traton wäre laut Handelsblatt der bis dato erste westliche Lkw-Hersteller mit einer eigenen Produktion in China.
Zum 1. Oktober 2024 wurde das Tochterunternehmen Navistar Inc. in International Motors, LLC. umbenannt.

## Unternehmensstruktur

### Einbindung in den Volkswagen-Konzern
Die Traton SE ist ein Tochterunternehmen der Volkswagen AG. Hundertprozentige Töchter der Traton SE sind unter anderem die Scania AB sowie die MAN Truck & Bus SE.

### Konzernstruktur

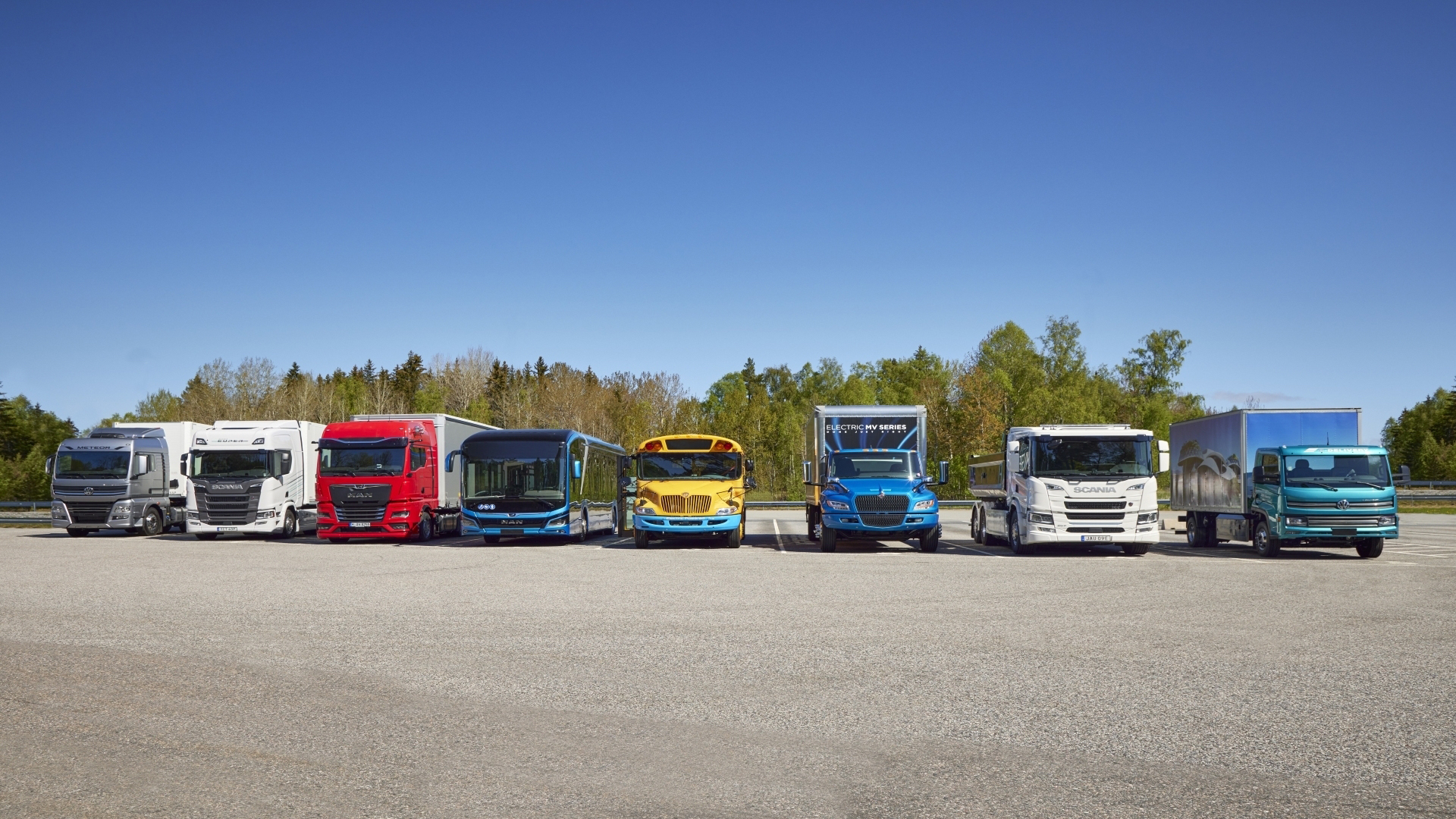
Fahrzeuge der Traton Group 2023

| 53,1 % (31,3 %) * | 53,1 % (31,3 %) * | 53,1 % (31,3 %) * | 53,1 % (31,3 %) * | 53,1 % (31,3 %) * | 53,1 % (31,3 %) * |  |  | Land Niedersachsen 20 % (11,8 %) | Land Niedersachsen 20 % (11,8 %) | Land Niedersachsen 20 % (11,8 %) | Land Niedersachsen 20 % (11,8 %) | Land Niedersachsen 20 % (11,8 %) | Land Niedersachsen 20 % (11,8 %) |        |        | Emirat Katar 17 % (14,6 %) | Emirat Katar 17 % (14,6 %) | Emirat Katar 17 % (14,6 %) | Emirat Katar 17 % (14,6 %) | Emirat Katar 17 % (14,6 %) | Emirat Katar 17 % (14,6 %) |                    |                    | Streubesitz 9,9 % (42,3 %) | Streubesitz 9,9 % (42,3 %) | Streubesitz 9,9 % (42,3 %) | Streubesitz 9,9 % (42,3 %) | Streubesitz 9,9 % (42,3 %) | Streubesitz 9,9 % (42,3 %) |  |  |                           |                           |                           |                           |                           |                           |  |  |  |  |  |  |  |  |  |  |  |  |  |  |  |  |  |  |  |  |  |  |  |  |
| 53,1 % (31,3 %) * | 53,1 % (31,3 %) * | 53,1 % (31,3 %) * | 53,1 % (31,3 %) * | 53,1 % (31,3 %) * | 53,1 % (31,3 %) * |  |  | Land Niedersachsen 20 % (11,8 %) | Land Niedersachsen 20 % (11,8 %) | Land Niedersachsen 20 % (11,8 %) | Land Niedersachsen 20 % (11,8 %) | Land Niedersachsen 20 % (11,8 %) | Land Niedersachsen 20 % (11,8 %) |        |        | Emirat Katar 17 % (14,6 %) | Emirat Katar 17 % (14,6 %) | Emirat Katar 17 % (14,6 %) | Emirat Katar 17 % (14,6 %) | Emirat Katar 17 % (14,6 %) | Emirat Katar 17 % (14,6 %) |                    |                    | Streubesitz 9,9 % (42,3 %) | Streubesitz 9,9 % (42,3 %) | Streubesitz 9,9 % (42,3 %) | Streubesitz 9,9 % (42,3 %) | Streubesitz 9,9 % (42,3 %) | Streubesitz 9,9 % (42,3 %) |  |  |                           |                           |                           |                           |                           |                           |  |  |  |  |  |  |  |  |  |  |  |  |  |  |  |  |  |  |  |  |  |  |  |  |
|                   |                   |                   |                   |                   |                   |  |  |                                  |                                  |                                  |                                  |                                  |                                  |        |        |                            |                            |                            |                            |                            |                            |                    |                    |                            |                            |                            |                            |                            |                            |  |  |                           |                           |                           |                           |                           |                           |  |  |  |  |  |  |  |  |  |  |  |  |  |  |  |  |  |  |  |  |  |  |  |  |
|                   |                   |                   |                   |                   |                   |  |  |                                  |                                  |                                  |                                  | 87,5 %                           | 87,5 %                           | 87,5 % | 87,5 % | 87,5 %                     | 87,5 %                     |                            |                            | Streubesitz 12,5 %         | Streubesitz 12,5 %         | Streubesitz 12,5 % | Streubesitz 12,5 % | Streubesitz 12,5 %         | Streubesitz 12,5 %         |                            |                            |                            |                            |  |  |                           |                           |                           |                           |                           |                           |  |  |  |  |  |  |  |  |  |  |  |  |  |  |  |  |  |  |  |  |  |  |  |  |
|                   |                   |                   |                   |                   |                   |  |  |                                  |                                  |                                  |                                  | 87,5 %                           | 87,5 %                           | 87,5 % | 87,5 % | 87,5 %                     | 87,5 %                     |                            |                            | Streubesitz 12,5 %         | Streubesitz 12,5 %         | Streubesitz 12,5 % | Streubesitz 12,5 % | Streubesitz 12,5 %         | Streubesitz 12,5 %         |                            |                            |                            |                            |  |  |                           |                           |                           |                           |                           |                           |  |  |  |  |  |  |  |  |  |  |  |  |  |  |  |  |  |  |  |  |  |  |  |  |
|                   |                   |                   |                   |                   |                   |  |  |                                  |                                  |                                  |                                  |                                  |                                  |        |        |                            |                            |                            |                            |                            |                            |                    |                    |                            |                            |                            |                            |                            |                            |  |  |                           |                           |                           |                           |                           |                           |  |  |  |  |  |  |  |  |  |  |  |  |  |  |  |  |  |  |  |  |  |  |  |  |
|                   |                   |                   |                   |                   |                   |  |  |                                  |                                  |                                  |                                  |                                  |                                  |        |        |                            |                            |                            |                            |                            |                            |                    |                    |                            |                            |                            |                            |                            |                            |  |  |                           |                           |                           |                           |                           |                           |  |  |  |  |  |  |  |  |  |  |  |  |  |  |  |  |  |  |  |  |  |  |  |  |
|                   |                   |                   |                   |                   |                   |  |  |                                  |                                  |                                  |                                  |                                  |                                  |        |        |                            |                            |                            |                            |                            |                            |                    |                    |                            |                            |                            |                            |                            |                            |  |  |                           |                           |                           |                           |                           |                           |  |  |  |  |  |  |  |  |  |  |  |  |  |  |  |  |  |  |  |  |  |  |  |  |
|                   |                   |                   |                   |                   |                   |  |  |                                  |                                  |                                  |                                  |                                  |                                  |        |        |                            |                            |                            |                            |                            |                            |                    |                    |                            |                            |                            |                            |                            |                            |  |  |                           |                           |                           |                           |                           |                           |  |  |  |  |  |  |  |  |  |  |  |  |  |  |  |  |  |  |  |  |  |  |  |  |
|                   |                   |                   |                   |                   |                   |  |  |                                  |                                  |                                  |                                  |                                  |                                  |        |        | Dienstleister              |                            |                            |                            |                            |                            |                    |                    |                            |                            |                            |                            |                            |                            |  |  |                           |                           |                           |                           |                           |                           |  |  |  |  |  |  |  |  |  |  |  |  |  |  |  |  |  |  |  |  |  |  |  |  |
|                   |                   |                   |                   |                   |                   |  |  |                                  |                                  |                                  |                                  |                                  |                                  |        |        |                            |                            |                            |                            |                            |                            |                    |                    |                            |                            |                            |                            |                            |                            |  |  |                           |                           |                           |                           |                           |                           |  |  |  |  |  |  |  |  |  |  |  |  |  |  |  |  |  |  |  |  |  |  |  |  |
|                   |                   |                   |                   |                   |                   |  |  |                                  |                                  |                                  |                                  |                                  |                                  |        |        |                            |                            |                            |                            |                            |                            |                    |                    |                            |                            |                            |                            |                            |                            |  |  |                           |                           |                           |                           |                           |                           |  |  |  |  |  |  |  |  |  |  |  |  |  |  |  |  |  |  |  |  |  |  |  |  |
| IC BUS            | IC BUS            | IC BUS            | IC BUS            | IC BUS            | IC BUS            |  |  |                                  |                                  |                                  |                                  |                                  |                                  |        |        |                            |                            |                            |                            |                            |                            |                    |                    | TRATON Charging Solutions  | TRATON Charging Solutions  | TRATON Charging Solutions  | TRATON Charging Solutions  | TRATON Charging Solutions  | TRATON Charging Solutions  |  |  | TRATON Financial Services | TRATON Financial Services | TRATON Financial Services | TRATON Financial Services | TRATON Financial Services | TRATON Financial Services |  |  |  |  |  |  |  |  |  |  |  |  |  |  |  |  |  |  |  |  |  |  |  |  |

#### MAN
MAN Truck & Bus ist der „Full-Range-Anbieter“ von Nutzfahrzeugen innerhalb der Gruppe. Die Marke „MAN“ bietet leichte bis schwere Lkw für den Fern- und Verteilerverkehr sowie für Baustellen und spezielle Einsatzgebiete an. Neben Stadt-, Regional- und Reisebussen der Produktmarken „MAN“ und „Neoplan“ erweitern leichte Transporter das Angebot. Teilweise sind die Produkte mit alternativen Antrieben erhältlich. Hinzu kommen zahlreiche Dienstleistungen. Seit 2017 werden alle Lkw serienmäßig mit von RIO angebotenen digitalen Lösungen ausgestattet. 2024 hat MAN insgesamt rund 96.037 Fahrzeuge verkauft, davon 63.655 Lkw, 4.710 Busse und 27.672 Transporter. Der Umsatz fiel 2024 um 7 Prozent auf 13,7 Milliarden Euro.

#### Scania

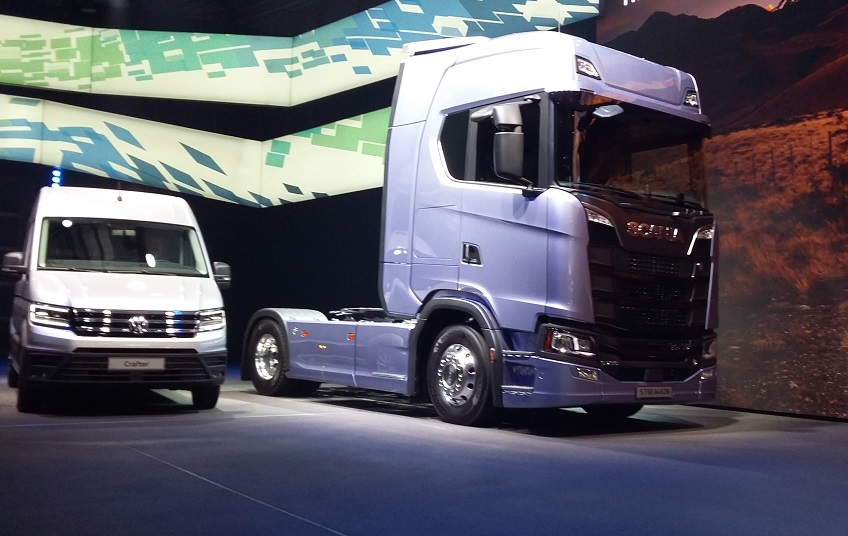
Volkswagen Crafter und Scanias neueste Lkw-Generation

Scania bietet Lkw für Fern- und Verteilerverkehr, Baustellen und spezielle Bereiche an, darunter auch autonome Lkw für abgeschlossene Bereiche wie Minen. Stadt-, Regional- und Reisebusse erweitern das Produktportfolio. Die Fahrzeuge sind teilweise mit alternativen und elektrischen Antrieben erhältlich. Neben zahlreichen Dienstleistungen – vor allem im Bereich der digitalen Vernetzung – sind ab Frühjahr 2017 auch ausgewählte Angebote von RIO erhältlich. Scania hatte zum Ende des Jahres 2023 über 638.000 vernetzte Fahrzeuge auf den Straßen. Im Jahr 2024 verkaufte das Unternehmen 102.069 Fahrzeuge – 96.443 Lkw und 5.626 Busse.

#### Volkswagen Truck & Bus

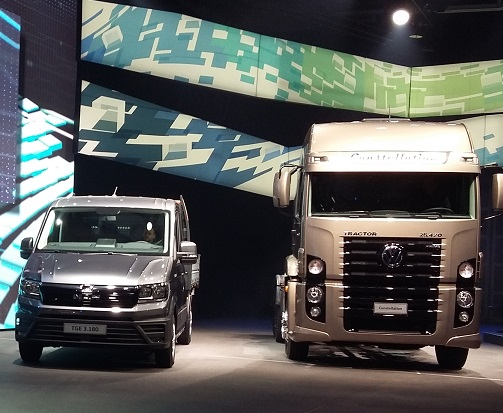
Der MAN TGE und Volkswagen Constellation

Volkswagen Truck & Bus (VWTB) ist auf die Bedürfnisse von Schwellenmärkten spezialisiert. Angeboten werden leichte, mittlere und schwere Lkw für Fern- und Verteilerverkehr, Baustellen und spezielle Bereiche. Hinzu kommen Stadt-, Überland- und Reisebusse. Teilweise sind die Produkte mit alternativen Antrieben erhältlich. Im Jahr 2024 setzte VWTB 45.846 Fahrzeuge ab. Davon waren 39.018 Lkw und 6.828 Busse. Der Umsatz stieg um 18 Prozent im Vergleich zum Vorjahreszeitraum auf rund 2,9 Milliarden Euro.

#### International Motors
International Motors (bis 2024 Navistar Inc.) stellt Lastwagen und Omnibusse sowie Motoren und Ersatzteile her. Als Markenname wird International (u. a. Lkw, Busse) sowie IC Bus (Busse) verwendet. Im Geschäftsjahr 2024 verkaufte International Motors 90.562 Fahrzeuge – 79.300 Lkw und 11.262 Busse. Das Unternehmen erzielte damit einen Umsatz von rund 11 Milliarden Euro.

## Management

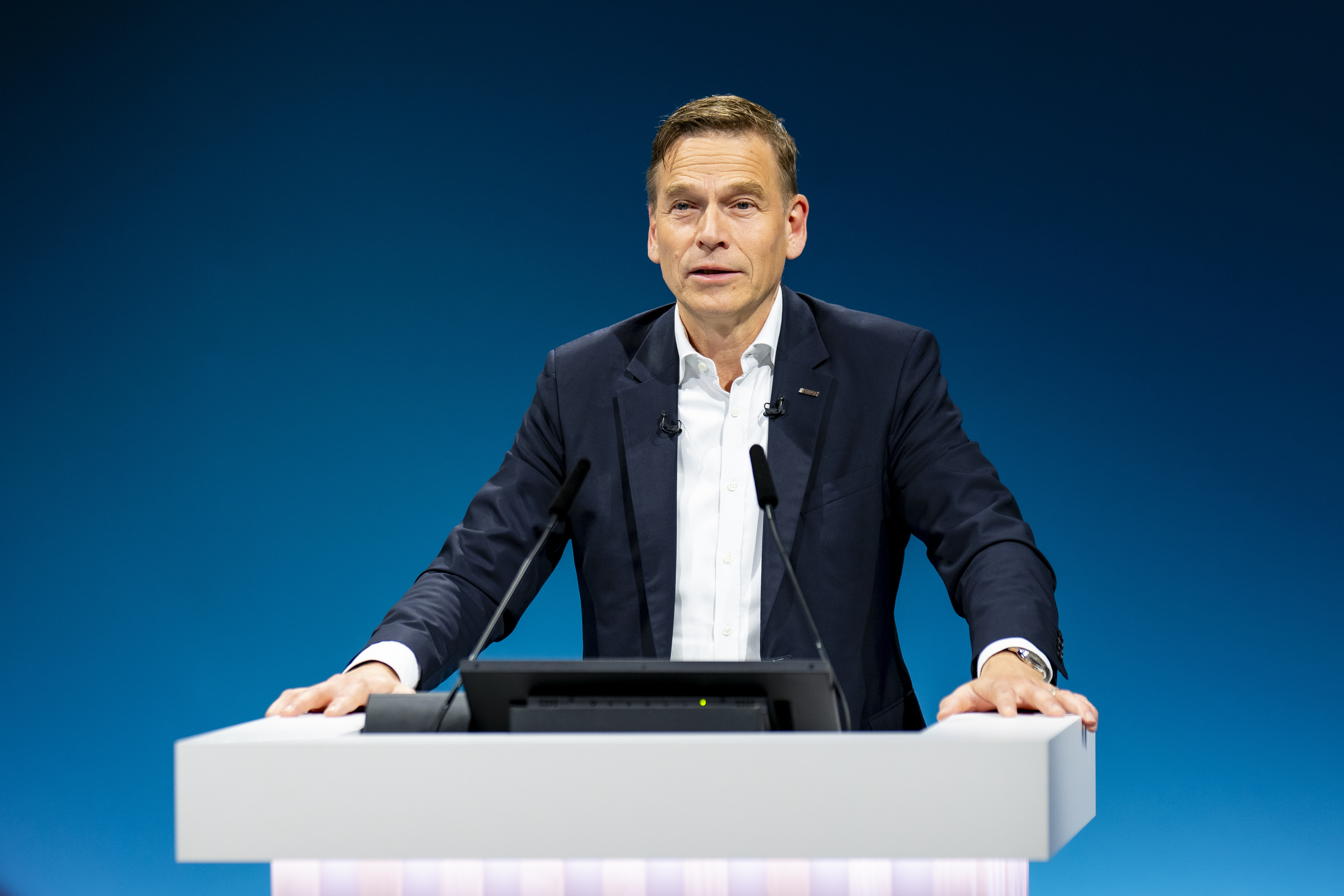
Christian Levin spricht auf der Hauptversammlung der Traton SE im Juni 2024

Dem Vorstand der Traton Group gehören neben dem CEO Christian Levin die folgenden Manager an: Dr. Michael Jackstein, verantwortlich für Finanzen und Unternehmensentwicklung sowie Personal, Catharina Modahl Nilsson, verantwortlich für Produktmanagement in der Traton Group, Antonio Roberto Cortes, Chief Executive Officer Volkswagen Caminhões e Ônibus, Alexander Vlaskamp, Chief Executive Officer MAN sowie Mathias Carlbaum, Chief Executive Officer Navistar. Am 20. März 2023 wurde die Bestellung des Vorstandsvorsitzenden der Traton SE und CEO der Scania CV AB, Christian Levin, um fünf Jahre bis Januar 2029 verlängert. Im Oktober 2021 hatte Christian Levin zusätzlich zu seinem Posten als CEO von Scania den Vorstandsvorsitz der Traton Group übernommen. Er folgte damit auf Matthias Gründler, der das Unternehmen verließ.
Mathias Carlbaum wurde im August 2021 und Alexander Vlaskamp im November 2021 in den Vorstand der Traton Group berufen. Zum 1. April 2023 wurde die Verantwortung für die Resorts Finance & Business Development (bisher unter der Leitung von Anette Danielski), sowie Human Resources (bisher unter der Leitung von Bernd Osterloh), an Dr. Jackstein, bisher Leiter des Büros des Aufsichtsratsvorsitzenden der Volkswagen AG, übertragen. Zum 1. Januar 2025 berief Traton Niklas Klingenberg mit Fokus auf Forschung & Entwicklung in den Vorstand des Unternehmens.

### Vorstand
(Stand 1. Januar 2025)
| Geschäftsbereich                                | Name                     | Mitglied seit     | vorherige Position                                                       |
| ----------------------------------------------- | ------------------------ | ----------------- | ------------------------------------------------------------------------ |
| Chief Executive Officer                         | Christian Levin          | 1. Oktober 2021 1 | CEO, Scania CV AB                                                        |
| CEO Scania CV AB                                | Christian Levin          | 1. Mai 2021 1     | CEO, Scania CV AB                                                        |
| CEO MAN Truck & Bus                             | Alexander Vlaskamp       | 25. November 2021 | Executive Vice President und Leiter Vertrieb und Marketing, Scania CV AB |
| CEO Volkswagen Truck & Bus                      | Antonio Roberto Cortes   | 27. Juni 2018     | Executive Vice President, Volkswagen Nutzfahrzeuge                       |
| CEO International Motors                        | Mathias Carlbaum         | 1. Oktober 2021   | Leiter Post-Merger-Management, Navistar Inc.                             |
| Research & Development                          | Niklas Klingenberg       | 1. Januar 2025    | Head of Group R&D                                                        |
| Finance, Business Development & Human Resources | Dr. Michael Jackstein    | 1. April 2023     | Leiter des Büros des Aufsichtsratsvorsitzenden, Volkswagen AG            |
| Produktmanagement                               | Catharina Modahl Nilsson | 1. April 2023     | Leiterin des Group Product Management, Traton Group                      |

Anmerkungen:

## Produktionsstandorte und Beschäftigte

### Produktionsstandorte
| Staat              | Unternehmen                                                                              | Standorte               | Beschäftigte (Stand 1. Februar 2022) | Modelle                                                                                         |
| ------------------ | ---------------------------------------------------------------------------------------- | ----------------------- | ------------------------------------ | ----------------------------------------------------------------------------------------------- |
| Europa             |                                                                                          |                         |                                      |                                                                                                 |
| Deutschland        | MAN Truck & Bus AG (TRATON SE)                                                           | München                 | 9.121                                | MAN TGS und TGX, MAN TGS WW; Komponentenwerk: Fahrerhäuser, Achsen, Verteilergetriebe           |
| Deutschland        | MAN Truck & Bus AG (TRATON SE)                                                           | Nürnberg                | 3.662                                | Komponentenwerk: Diesel- und Gasmotoren, Hochvolt-Batterie-Packs                                |
| Deutschland        | MAN Truck & Bus AG (TRATON SE)                                                           | Salzgitter              | 2.453                                | Komponentenwerk: Achsen, Kurbelwellen                                                           |
| Frankreich         | Scania France S.A.S. (Scania CV AB)                                                      | Angers                  | 944                                  | Scania Trucks                                                                                   |
| Niederlande        | Scania Production Meppel B. V. (Scania CV AB)                                            | Meppel                  | 401                                  | Komponentenwerk: Lackiererei von Fahrerhäusern und Fahrwerksteilen                              |
| Niederlande        | Scania Production Zwolle B. V. (Scania CV AB)                                            | Zwolle                  | 1.445                                | Scania Trucks                                                                                   |
| Polen              | MAN Truck & Bus Polska Sp. z o.o. (MAN Truck & Bus AG)                                   | Starachowice            | 2.868                                | MAN Lion’s City, MAN Lion’s City E, MAN Lion’s Regio; Komponentenwerk: Bus-Aufbauten            |
| Polen              | MAN Trucks Sp. z o.o. (MAN Truck & Bus AG)                                               | Kraków                  | 619                                  | MAN TGS, MAN TGX                                                                                |
| Polen              | Scania Production Słupsk S.A. (Scania CV AB)                                             | Słupsk                  | 697                                  | Komponentenwerk: Bus-Aufbauten                                                                  |
| Polen              | Volkswagen Września Sp. z.o.o. (Volkswagen Nutzfahrzeuge)                                | Września                | 3.371                                | MAN e-TGE, MAN TGE, VW eCrafter, VW Crafter, VW Grand California                                |
| Schweden           | Ferruform AB (Scania CV AB)                                                              | Luleå                   | 499                                  | Komponentenwerk: Rahmen, Stoßfänger, Hinterachsgehäuse                                          |
| Schweden           | Scania CV AB                                                                             | Södertälje              | 16.466                               | Trucks, Bus-Chassis; Komponentenwerk: Achsen, Fahrwerke, Getriebe, Motoren                      |
| Schweden           | Scania Industrial Maintenance AB (Scania CV AB)                                          | Oskarshamn              | 928                                  | Komponentenwerk: Lkw-Fahrerhäuser                                                               |
| Slowakei           | MAN LKW-Komponenten (MAN Truck & Bus AG)                                                 | Bánovce                 |                                      | Komponentenwerk                                                                                 |
| Türkei             | MAN Türkiye A.S. (MAN Truck & Bus AG)                                                    | Ankara                  | 3.337                                | MAN Lion’s City, MAN Lion’s Coach, Neoplan Cityliner, Neoplan Skyliner, Neoplan Tourliner       |
| Nordamerika        |                                                                                          |                         |                                      |                                                                                                 |
| Mexiko             | International Trucks (International Motors, LLC.)                                        | Ciudad General Escobedo | ?                                    | Class 8 Fahrzeuge; Komponentenwerk: Lkw-Unterbaugruppen                                         |
| Mexiko             | Volkswagen Caminhões e Ônibus (MAN Latin America Indústria e Comércio de Veiculos Ltda.) | Santiago de Querétaro   | 652                                  | Reisebusse, LionsMex-Reisebus, VW Constellation, VW Worker                                      |
| Vereinigte Staaten | IC BUS (International Motors, LLC.)                                                      | Tulsa                   | ?                                    | Schulbusse, kommerzielle Busse, CE & RE Series                                                  |
| Vereinigte Staaten | International Trucks (International Motors, LLC.)                                        | San Antonio             | ?                                    | ?                                                                                               |
| Vereinigte Staaten | International Trucks (International Motors, LLC.)                                        | Springfield             | 1.450                                | Lkw: CV-GM Vista Light Duty, MV-Medium Duty, HV-Heavy Duty                                      |
| Vereinigte Staaten | International Big Bore Diesel, LLC (International Motors, LLC.)                          | Huntsville              | ?                                    | Komponentenwerk: Motoren                                                                        |
| Südamerika         |                                                                                          |                         |                                      |                                                                                                 |
| Argentinien        | Scania Argentina S.A. (Scania CV AB)                                                     | San Miguel de Tucumán   | 1.008                                | Komponentenwerk: Getriebe, Hinterachsgetriebe                                                   |
| Brasilien          | MAN Latin America Indústria e Comércio de Veiculos Ltda.                                 | Resende                 | 1.085                                | MAN TGX, MAN Volksbus, VW Constellation, VW Worker; Komponentenwerk: Bus-Chassis                |
| Brasilien          | Scania Latin America Ltda. (Scania CV AB)                                                | São Paulo               | 4.113                                | Trucks; Komponentenwerk: Achsen, Bus-Chassis, Fahrerhäuser, Motoren                             |
| Brasilien          | Afrika                                                                                   |                         |                                      |                                                                                                 |
| Südafrika          | MAN Bus & Coach (Pty) Ltd. (MAN Truck & Bus AG)                                          | Olifantsfontein         | 195                                  | MAN Lion’s Explorer, MAN Lion’s City, MAN Lion’s Intercity, VW Volksbus                         |
| Südafrika          | MAN Truck & Bus (S.A). (Pty) Ltd. (MAN Truck & Bus AG)                                   | Pinetown                | 103                                  | MAN TGS WW, MAN TGL, MAN TGM, MAN Cargoline CLA, VW Constellation; Komponentenwerk: Bus-Chassis |
| Südafrika          | Scania South Africa (Pty) Ltd. (Scania CV AB)                                            | Johannesburg            | 666                                  | Scania Trucks und Busse                                                                         |
| Asien              |                                                                                          |                         |                                      |                                                                                                 |
| Indien             | Scania Commercial Vehicles India Pvt. Ltd. (Scania CV AB)                                | Narasapura              | 203                                  | Scania Trucks und Busse                                                                         |
| Malaysia           | MAN Truck & Bus (M) Sdn. Bhd. (MAN Truck & Bus AG)                                       | Serendah (Rawang)       | 58                                   | Lkw; Komponentenwerk: Bus-Chassis                                                               |
| Malaysia           | Scania (Malaysia) Sdn. Bhd. (Scania CV AB)                                               | Kuala Lumpur            | 258                                  | Scania Trucks und Busse                                                                         |
| Südkorea           | Scania Korea Seoul Ltd. (Scania CV AB)                                                   | Busan                   | 210                                  | Scania Trucks                                                                                   |
| Taiwan             | Scania ORT Regional Product Centre Taiwan (Scania CV AB)                                 | Ping Chen City          | 47                                   | Scania Trucks und Busse                                                                         |
| Thailand           | Scania Siam Co. Ltd. (Scania CV AB)                                                      | Bang Pakong             | 94                                   | Scania Trucks und Busse                                                                         |

## Kennzahlen
|                           | 2019    | 2020    | 2021    | 2022    | 2023    | 2024    |
| Konzernumsatz (Mio. Euro) | 26.901  | 22.580  | 30.620  | 40.335  | 46.872  | 47.473  |
| Absatz                    | 242.219 | 190.180 | 271.608 | 305.485 | 338.183 | 334.215 |
| Beschäftigte              | 83.000  | 82.567  | 97.235  | 100.356 | 103.621 | 105.541 |

## Aktie und Anteilseigner
Am 28. Juni 2019 wurde Traton an der Frankfurter und Stockholmer Börse notiert. Beim Dual Listing wurde der Platzierungspreis auf 27 Euro je Aktie festgelegt. Insgesamt wurden 57,5 Millionen Stückaktien aus dem VW-Bestand bei Investoren platziert. Mit einem anfänglichen Streubesitz von 11,5 Prozent brachte der Börsengang 1,5 Milliarden Euro ein.
Der Streubesitz liegt bei 12,5 %. Hauptgesellschafter ist die Volkswagen AG mit 87,5 %. Vom 16. September 2019 bis zum 23. Juni 2024 war die Traton-Aktie Bestandteil des SDAX. Zum 24. Juni 2024 stieg die Traton-Aktie in den MDAX auf.